# Ribnjačarstvo Poljana
Ribnjačarstvo Poljana je proizvođač slatkovodne ribe u Republici Hrvatskoj i jedan od najvažnijih u ovom dijelu Europe. 
Utemeljeno je 1902. godine kao samostalno dioničko društvo. Preživilo je sve društveno-političke promjene i od 1993. opet je dioničko društvo. 
Nalazi se u Kaniškoj Ivi, na srednjem toku rijeke Ilove u njenom lijevom zaobalju. Pogoni Ribnjačarstva prostiru se na 1300 hektara površine. Vlastita infrastruktura je mrijestilište, mješaona riblje hrane, velika skladišta, kolna vaga, uskotračna pruga i veliki vozni park.
Proizvodni program je uzgoj toplovodne slatkovodne ribe slijeva Save i Drave. 90% proizvodnje je proizvodnja šarana, a zastupljeni su još som smuđ, štuka, patuljasti somić, bijeli amur, sivi glavaš, bijeli glavaš, linjak, srebrni karas, zlatni karas i jegulja. Prehrana su žitarice uzgojene na hrvatskim poljima, primjenjuje se prirodna dezinfekcija, gnojidba ribnjaka je putem organskih gnojiva.
Ribnjačarstvo Poljana danas uzgoji oko 1100 tona ribe. Hrvatska gospodarska komora dodijelila je Ribnjačarstvu Poljani oznaku Izvorno hrvatsko (poljanski šaran) i Hrvatska kvaliteta.